# Atena di Velletri

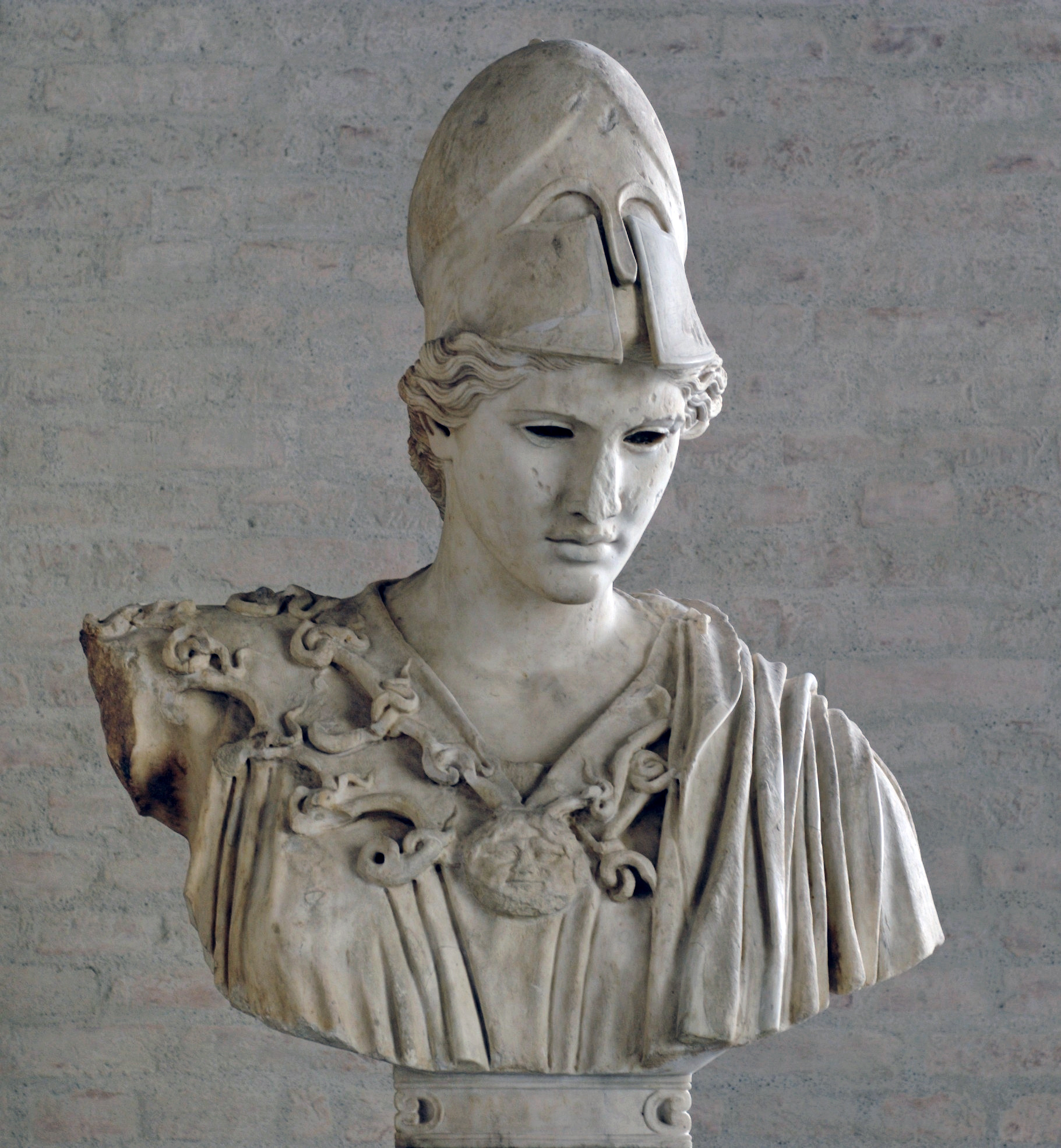
Busto di Atena riconducibile al tipo di Velletri, conservato alla Gliptoteca di Monaco.

L'Atena di Velletri o Pallade Velletri è una tipologia di statua classica, avente come soggetto Atena con indosso un elmo.

## Originale
Tutte le statue di questa tipologia sono copie romane del I secolo di un originale greco perduto, probabilmente realizzato da Cresila nel 430 a.C. circa. Il volto ovale e le sopracciglia marcate, il naso e gli occhi molto acuti e ben definiti sono caratteristiche per le quali l'Atena può essere paragonata al Pericle con elmo corinzio conservato al British Museum. Tale busto, infatti, viene ricondotto alla statua di Pericle di cui parla Plinio il Vecchio nella sua Naturalis Historia (XXXIV libro), e che dallo scrittore viene attribuita a Cresila; la stessa, come ricorda Pausania, sembra si trovasse nell'Acropoli di Atene nel II secolo. Questi riferimenti permettono di attribuire un autore all'Atena e di collocarla nel tempo.
In passato, questa tipologia di statua era associata all'idolo realizzato da Alcamene nel Tempio di Efesto che si affacciava sull'agorà di Atene.
Calchi in gesso della scultura (probabilmente ricavati dall'originale) sono stati ritrovati negli scavi della bottega di un copista romano nella località di Baiae, e tali calchi mostrano come il bronzo di Cresila avesse le stesse dimensioni della copia conservata al Louvre (3,05 metri circa).

## Versione del Louvre
Diverse copie del bronzo sono state trovate (in particolare, il ritrovamento a Baiae lascia presupporre una produzione su scala industriale), ma la versione più nota è quella ritrovata in un vigneto a Velletri nel 1797, nei pressi di alcune rovine di una villa romana.
L'opera, attualmente conservata al Museo del Louvre, mostra tracce di colore rosso tra i capelli e attorno agli occhi e alla bocca, riconducibili ad uno strato preparatorio per uno schema policromatico completo.
Dalla sua scoperta, è stata acquistata da Vincenzo Pacetti, che aggiunse anche la visiera dell'elmo, uno dei due avambracci, le mani, i piedi, i serpenti posti sul petto e parte del mantello, successivamente levigando la superficie nel suo complesso. In seguito vendette la statua al Direttorio, che la trasportò a Roma; se ne appropriò l'esercito napoletano quando quest'ultimo occupò la città tra novembre e dicembre del 1798, nelle fasi iniziali della guerra della seconda coalizione. La Francia in seguito la recuperò (aveva nel frattempo firmato, il 28 marzo 1801, la pace di Firenze) e dal dicembre 1803 è esposta al Louvre.